# Сигізмунд Казимир Ваза
Сигізмунд Казимир Ваза (пол. Zygmunt Kazimierz Waza; 1 квітня 1640 — 9 серпня 1647) — єдиний син великого князя і короля Владислава IV Вази та його першої дружини Цецилії Ренати Австрійської.

## Біографія
Названий на честь діда Сигізмунда III і дядька Яна II Казимира Ваз. Був головним кандидатом на обрання королем після смерті батька. Як зазначав французький мандрівник Ле Лябур'є, був жвавим, щуплим і справним. Швидко навчався і в сім років гарно говорив по-польськи, німецьки, робив успіхи в латинській мові. Любив польський лад, обурювався коли до нього зверталися німецькою, кажучи: «Я — поляк, тому й розмовляйте зі мною по-польськи». Влітку 1647 несподівано захворів: як стверджували одні — отруївся фруктами, інші стверджували — заразився дизентеріею від поморських воєвод Денгофів. Після п'яти днів хвороби помер. Його смерть сильно вплинула на короля Владислава, який навіть відмовився їхати на похорон у Краків.

## Цікаві факти
На його честь названо місто Казимир, засноване у 1643 Бобруйському старостві. Місто проіснувало лише 12 років і було знищене у 1655 році.